# Делаје тип 32
Делаје тип 32 (фр. Delahaye Type 32) аутомобил произведен између 1908. до 1914. године од стране француског произвођача аутомобила Делаје. То је био модел који је учинио прекретницу у развоју компаније. У њега је први пут уграђен моноблок мотор са бочним вентилима.
Аутомобил је покретао четвороцилиндрични мотор са воденим хлађењем, запремине 1943 cm³ (у неким варијантама из 1914. године 2297 cm³) и снагом од 20 КС при 1600 о/мин (пречник х ход = 75 × 130 мм), са ОХВ вентилима (2 по цилиндру, укупно 8), постављен напред и са погоном на задње точкове.
Мотор испоручује своју снагу до точкова преко ручног мењача са 3 брзине, а максимална брзина аутомобила је 60 км/ч.
Производио се са каросеријама фетон, лимузина, роустер и кабриолет. Сходно облику каросеије имао је двоја до четворо врата са простором за две до пет особа и различитим међуосовинским растојањем и дужином возила.
Гуме и напред и позади биле су димензија 815 x 105".
Са појавом варијанте тип 32 Д 1911. године почела је и производња сличног модела Делаје тип 58 са четворолитарским мотором.